# Tofte Skov
Tofte Skov är en skog i Danmark. Den ligger i Region Nordjylland, i den norra delen av landet, 30 km sydøst om Ålborg. I skogen finns många diken och den är omgiven av träskmarker.